# كوخاف هشاحر
كوخاف هشاحر (بالعبرية: כּוֹכַב הַשַּׁחַר) مستوطنة مجتمعية إسرائيلية، أقيمت شرق محافظة رام الله والبيرة وسط الضفة الغربية، وتقع إداريًا ضمن اختصاص مجلس ماتي بنيامين الإقليمي. في عام 2018 كان عدد سكانها 2,122 مستوطنًا.

## الجانب القانوني
يعتبر المجتمع الدولي المستوطنات الإسرائيلية في الضفة الغربية غير قانونية بموجب القانون الدولي، لكن الحكومة الإسرائيلية تعارض ذلك.